# Jean-François Deterville
Jean-François Deterville, né le 15 avril 1766 à Grainville-sur-Odon et mort le 2 octobre 1842 à Paris 11e, est un libraire-éditeur français.

## Biographie
Fils d’un cultivateur pauvre, Deterville a quitté la Normandie dès qu’il a atteint sa seizième année, n’ayant que l’instruction élémentaire et 40 francs, pour monter à Paris, où il est entré comme ouvrier imprimeur chez François-Ambroise Didot.
Préférant la librairie à l’imprimerie, il a été reçu apprenti libraire, en 1784, après avoir subi l’examen réglementaire de la Chambre syndicale. Quatre ans après, il a acquis un petit fonds de journaux. Dépourvu d’argent, lors de la Révolution, l’extension prise par la brochure et le journal politiques lui a donné le moyen d’acheter des livres anciens et modernes dans les ventes publiques. Ayant imaginé de répandre le catalogue de ces ouvrages qu’il avait dans sa modeste boutique ou qu’il pouvait se procurer, avec indication des prix fixes et modérés, cette pratique encore peu usitée lui a beaucoup réussi en France et à l’étranger.
Devenu éditeur, il s’est progressivement livré à de grandes opérations, et contribua puissamment, par son intelligence et par sa loyauté, à relever le commerce de la librairie en France. La stabilisation politique qui a succédé aux évènements révolutionnaires de la fin du XVIIIe siècle ayant vu la reconstitution des bibliothèques qui avaient été dispersées, mais non détruites, l’édition d’ouvrages encyclopédiques sur des sujets scientifiques a connu une grande vogue que Deterville a su exploiter en publiant, de 1799 à 1802, le Cours complet d’histoire naturelle, en 80 vol, in-18, avec 783 figures, au prix de 160 fr., vendant rapidement 8 000 exemplaires de plusieurs parties. Ensuite, c’est l’édition de l’Histoire naturelle de Buffon, complété par des naturalistes renommés, notamment par le naturaliste René Castel. De 1803 à 1804, il a édité, avec les Éléments de chimie, le Nouveau Dictionnaire d’histoire naturelle en 24 vol. in-8°, dont la seconde édition, en 36 vol., est de 1816 à 1819, et le Nouveau Cours complet d’agriculture théorique et pratique, 1809, en 13 vol. in-8°, réimprimé en 16 vol., de 1821 à 1823.
Il a contribué à établir des réputations naissantes, à augmenter celles des membres de plusieurs sections de l’Académie des sciences, et à seconder dans leurs travaux diverses sociétés savantes des départements. Spéculateur habile, il a acquis des terres considérables, fait construire les plus belles maisons de la rue de l’École-de-Médecine, et même fait des prêts à des particuliers. Depuis longtemps privé d’un œil, il était devenu aveugle en 1832, et il est mort dans un état complet de cécité, laissant une fortune évaluée à plus de quatre millions.